# Équipe cycliste Astellas
L'équipe cycliste Astellas est une équipe cycliste américaine ayant le statut d'équipe continentale depuis le début de la saison 2014 jusqu'en 2016.

## Histoire de l'équipe
L'équipe est créée en 2012 et sponsorisée par Astellas Pharma. Elle devient continentale en 2014. Le sponsor arrête en 2016 et l'équipe est dissoute.

## Classements UCI
L'équipe participe aux circuits continentaux et principalement à des épreuves de l'UCI America Tour. Les tableaux ci-dessous présentent les classements de l'équipe sur les différents circuits, ainsi que son meilleur coureur au classement individuel.
UCI America Tour
| Saison | Classement par équipes | Meilleur coureur au classement individuel |
| ------ | ---------------------- | ----------------------------------------- |
| 2015   | 37e                    | Brandon Feehery (215e)                    |

## Astellas en 2016[3]

### Effectif
| Cycliste         | Date de naissance  | Nationalité | Équipe 2015                  |  |
| ---------------- | ------------------ | ----------- | ---------------------------- |  |
| Ryan Aitcheson   | 1er avril 1991     | Canada      | Astellas                     |  |
| Ansel Dickey     | 11 mars 1995       | États-Unis  | California Giant-Specialized |  |
| Brandon Feehery  | 17 avril 1992      | États-Unis  | Astellas                     |  |
| Johnathan Freter | 17 mars 1992       | États-Unis  | Jelly Belly-Maxxis           |  |
| Daniel Gardner   | 6 mars 1996        | Royaume-Uni | Astellas                     |  |
| Matthew Green    | 2 octobre 1988     | Royaume-Uni | Astellas                     |  |
| Aldo Ino Ilešič  | 1er septembre 1984 | Slovénie    | Altovelo-Seasucker           |  |
| Max Jenkins      | 5 décembre 1986    | États-Unis  | Astellas                     |  |
| Ian Keough       | 29 septembre 1997  | États-Unis  | Hot Tubes Development        |  |
| Travis Livermon  | 2 avril 1988       | États-Unis  | SmartStop                    |  |
| Eamon Lucas      | 15 octobre 1992    | États-Unis  | IRT Racing                   |  |
| Oliver Moors     | 24 septembre 1996  | Royaume-Uni | Project 51 Racing            |  |
| Clay Murfet      | 22 février 1989    | Australie   | Astellas                     |  |
| Jake Silverberg  | 18 mai 1996        | États-Unis  | Astellas                     |  |
| Jake Sitler      | 18 juin 1989       | États-Unis  | Astellas                     |  |
| David Williams   | 19 juin 1988       | États-Unis  | Jamis-Hagens Berman          |  |

### Victoires
| Date       | Course                                      | Pays   | Classe | Vainqueur       |
| ---------- | ------------------------------------------- | ------ | ------ | --------------- |
| 11/06/2016 | 3e étape du Grand Prix cycliste de Saguenay | Canada | 2.2    | Travis Livermon |
| 20/11/2016 | 5e étape du Tour de Fuzhou                  | Chine  | 2.2    | Eamon Lucas     |